# Mito Kōmon
Tokugawa Mitsukuni (徳川光圀?), noto anche come  Mito Kōmon o Mitokōmon (水戸黄門?) (11 gennaio 1628 – 14 gennaio 1701), fu daimyō di Mito, han nella provincia di Hitachi, nel Giappone nord-orientale (oggi corrispondente alla prefettura di Ibaraki di cui la città di Mito è capitale).

## La figura storica di Mitsukuni Tokugawa
Mitsukuni era il nipote dello shōgun Tokugawa Ieyasu. Era figlio di Tokugawa Yorifusa, l'undicesimo figlio di Ieyasu.
Nel 1661, all'età di 34 anni, divenne il secondo daimyō dell'han di Mito. La famiglia sovrana a Mito era una delle tre principali dello shogunato Tokugawa (1603-1868).
Erudito e amante delle arti, si diede il soprannome aulico di Kōmon, da cui Mito Kōmon: «La porta dorata di Mito». (Mon significa però anche stemma; l'emblema dei Tokugawa si chiama infatti Aigomon).
A 27 anni sposò la figlia del kampaku Konoe Nobuhiro. Ebbe un solo figlio, Matsudaira, ma successivamente adottò il nipote Tsunaeda (figlio di suo fratello maggiore) che divenne suo erede e a cui lasciò l'amministrazione del feudo nel 1675, quando Mitsukuni decise di ritirarsi e dedicarsi alla letteratura e alla ricerca.
Creò attorno a sé un cenacolo letterario, che, sovvenzionato dallo Stato e frequentato da famosi scrittori, si distinse per le ricerche sulla storia nazionale giapponese.
Mitsukuni è infatti l'autore della raccolta di storia giapponese Dai Nihon shi
, dove, per la prima volta, analogamente alla Cina, il Giappone viene presentato come un paese autonomo, centralizzato, retto da un Imperatore.
In questo senso, contribuì allo sviluppo di una nuova coscienza nazionale che, in prospettiva, avrebbe preparato il terreno alla restaurazione Meiji (1868) e al successivo periodo di riforme con cui il paese uscì dal rigido isolamento realizzato durante l'amministrazione Tokugawa.
Nel 1691 divenne consigliere di Corte di medio rango (gon-chūnagon). Morì nel 1701 all'età di 73 anni.
In omaggio alla sua fama, nel 1869 e poi nel 1900 ricevette onori postumi, e gli venne riconosciuto formalmente il ruolo di primo rango.
Si narra che fosse anche un buongustaio: gran estimatore del ramen, pare apprezzasse anche cibi esotici come lo yogurt o il vino.

## Il mito di Mito Kōmon

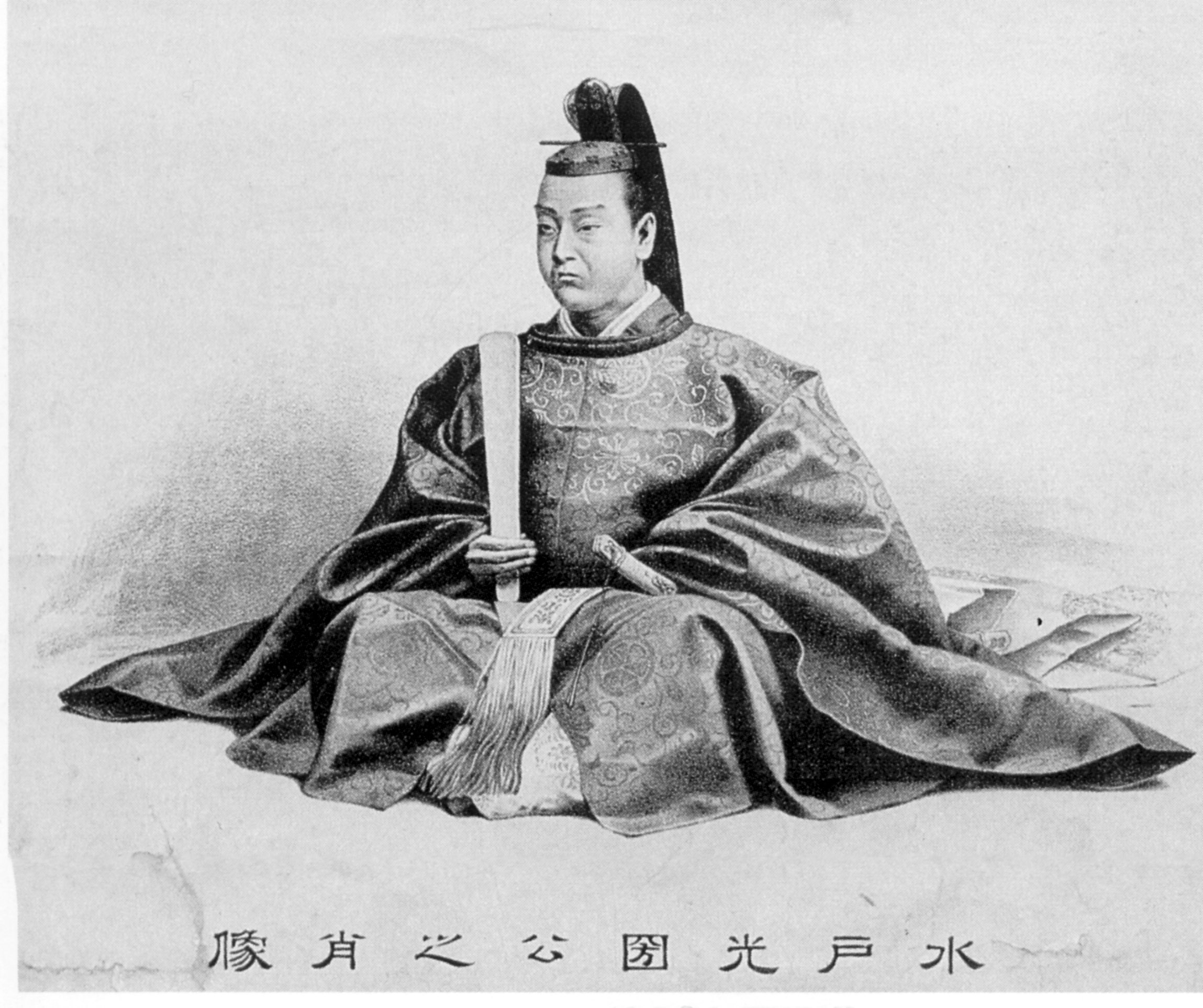

Il personaggio è assai noto nell'immaginario nipponico per il kōdan (racconto popolare) che lo ha come protagonista, il "Mito Mitsukuni Man'yuki" che narrava in forma fantastica i viaggi di Mitsukuni.
Secondo questa serie di racconti, narrati dai cantastorie già sul finire del periodo Edo, ma serializzati con grande successo nell'era Meiji, il nobile signore amava vestirsi da contadino e girare per il suo feudo accompagnato da due guardie del corpo, Suke, un abile spadaccino, e Kaku, dotato di forza straordinaria. 
Durante queste sue peregrinazioni, controllava di nascosto l'effettiva amministrazione della giustizia da parte dei vassalli e, di fronte alla presenza di malversazioni, si rivelava, punendo l'infedele amministratore.
Il successo del racconto, tra cantastorie e nel teatro popolare, è continuato nella televisione:  nel 1951 venne realizzata la prima serie televisiva.
Nel 1969, infine, la TBS mandò poi in onda lo sceneggiato "Mito Kōmon", che riscosse un grande successo e che, dopo più di mille episodi (un vero e proprio choju bangumi, "programmi longevi", come sono definiti in Giappone successi di questo tipo) si concluse il 19 dicembre 2011.
La struttura dell'episodio è sempre la stessa: il vecchio contadino Mitsukuni, interessatosi agli affari loschi svolti dagli amministratori locali,  arriva per questo ad essere maltrattato dalle guardie dell'amministratore. 
A questo punto intervengono le sue guardie del corpo, e solo dopo che queste hanno fatto facilmente giustizia degli sgherri, Suke mostra l'emblema dello Shōgunato (il simbolo della Malvarosa), pronunciando le parole (qui trascritte in rōmaji):
(Davanti a voi c'è sua eccellenza Mitsukuni, signore di Mito, vice dello Shogun!)
Di fronte al simbolo, tutti, servi, guardie e autorità, ormai scoperte, si inchinano, in attesa della punizione.

### La sua fama in Italia e la versione animata
La leggenda popolare è arrivata anche in Italia (pur non avendo mai raggiunto particolare celebrità), grazie alla versione animata giapponese, l'anime Manga Mitokomon («Mitokomon a fumetti», Knack, 1981).
Le emittenti televisive regionali trasmisero nella prima metà degli anni ottanta la serie con il titolo L'invincibile shogun.
Nell'adattamento fu commesso un errore (più che una semplificazione): invece che fuku-shōgun («vice shogun»), Mitsukuni Mito viene annunciato come shōgun.
Per il resto la storia è uguale, e le parole che pronuncia sono variazioni sul tema delle seguenti frasi:
La serie in Italia presentava in testa e in coda le sigle originali giapponesi (Chanbara e Beautiful Morning). Nel 2006 è stata realizzata una sigla italiana, dal titolo appunto L'invincibile shogun (parole di Loriana Lana e musica di Claudio & Mauro Balestra, ovvero i Condors).

### Altre versioni animate della storia
Manga Mitokomon non è però l'unico anime che si rifà alla leggenda di Mitsukuni Mito, per quanto sia l'unico che la riprende fedelmente.
Una versione fantascientifica dello stesso (leggibile anche in forma di parodia) è infatti fornita dall'anime robotico prodotto dalla Sunrise nel 1982: Saikyō Robo Daiōja.
In 50 episodi, questo narra le avventure del principe Mito che, insieme ai suoi attendenti, ciascuno alla guida di un potente robot, gira in incognito per le stelle del sistema di Ipron.
Come Mitsukuni, al momento in cui deve punire i malvagi amministratori, si rivela, utilizzando il Daioja, il Super Robot della famiglia imperiale, nato dalla unione di tre robot.
Ognuno dei robot ha infatti sul petto un simbolo: unendosi i robot si riuniscono anche questi, così da formare un simbolo più grande che ricorda da vicino quello dei Tokugawa. La comparsa dell'emblema sul petto del Daioja riprende la scena classica delle storie di Mitsukuni Mito ed infatti suscita puntualmente nei presenti le medesime reazioni di stupore e sottomissione.